# Frente de Madrid
Pour plus de détails, voir Fiche technique et Distribution.
Frente de Madrid (en italien : Carmen fra i rossi) est un film de guerre hispano-italien sorti en 1939, réalisé par Edgar Neville.

## Synopsis
Un jeune phalangiste a pour mission de délivrer un message à Madrid vêtu en uniforme et en profite pour rendre visite à sa petite amie. Au retour, il est grièvement blessé et est contraint de se réfugier chez un autre milicien.

## Fiche technique
- Titre original espagnol : Frente de Madrid
- Titre original italien : Carmen fra i rossi
- Genre : film de guerre
- Réalisation : Edgar Neville
- Scénario : Conchita Montes, Edgar Neville
- Musique : Ezio Carabella
- Production : Renato Bassoli, Carlo Bassoli pour Bassoli Film
- Photographie : Francesco Izzarelli, Jan Stallich
- Montage : Fernando Tropea (en), Sara Ontanon
- Durée : 91 min
- Décors : Guido Fiorini
- Pays de production :  État espagnol,  Royaume d'Italie
- Langues originales : espagnol, italien
- Année de sortie : 1939

## Distribution
- Fosco Giachetti / Rafael Rivelles : Saverio
- Conchita Montes : Carmen
- Juan de Landa : Amalio
- Calisto Bertramo : chef soviétique
- Manuel Miranda : chef de la Tchéka
- Blanca de Silos : Mercedes
- Argimiro Guerra : frère de Carmen
- Carlos Muñoz Arosa : milicien communiste
- Manolo Morán : capitaine Salmeron
- Crisanta Blanco : concierge
- José Martín : milicien affamé
- Luis López Estrada : milicien de la F.A.I.
- Ángel Marrero : speaker de la radio clandestine
- Anita Farra
- Mario Molfesi
- Augusto Marcacci
- Nino Eller
- Alfredo Menichelli